# Коргонбай уулу, Жусупбек
Жусупбек Коргонбай уулу (кирг. Жусупбек Коргонбай уулу; род. 28 ноября 1977, Чеч-Добо, Ошская область) — киргизский политик, депутат Жогорку Кенеша VII созыва.

## Биография
Родился 28 ноября 1977 года в селе Чеч-Добо Ноокатского района Ошской области Киргизской ССР.
В 2000 году закончил юридический факультет Ошского государственного университета. В 2021 году окончил магистратуру факультета «Бухгалтерский учет, анализ и аудит» Академии государственного управления при президенте Кыргызской Республики.
С 2000 года работал заместителем председателя правления ОАО «СпецМаг». В 2001 году работал юристом на Киргизской фондовой бирже. В 2002 году стал заведующим отделом маркетинга ГП «Кыргызресурс» при правительстве Киргизии, затем — начальником Ош-Баткенского управления ГП «Кыргызресурс».
В 2011—2012 годах был финансовым директором ОАО «Нарынгидроэнергострой». В 2015—2018 годах работал в ОсОО «Мармара Стоун».
21 декабря 2023 года -ольшинством голосов был избран в состав Совета по делам правосудия Кыргызстана.

### Политическая деятельность
В 2012—2018 годах — депутат Бишкекского городского Кенеша XXVI—XXVII созывов.
На парламентских выборы в 2021 году избран депутатом Жогорку Кенеша VII созыва. Стал заместителем председателя комитета Жогорку Кенеша по конституционному законодательству, государственному устройству, судебно-правовым вопросам и регламенту Жогорку Кенеша, вошёл в депутатскую группу «Мекенчил».

## Личная жизнь
Женат, отец троих детей.

## Награды
- Медаль 85-летия Жогорку Кенеша (2023).
- Почётная грамота Жогорку Кенеша (2023).